# Bueng Si Fai International Road Race
De Bueng Si Fai International Road Race is een eendaagse wielerwedstrijd rond het Bueng Si Fai, een zoetwatermeer in Phichit, Thailand. De wedstrijd werd in 2024 voor het eerst georganiseerd, als opwarmer voor de Ronde van Thailand, die twee dagen later startte. De eerste editie werd gewonnen door de Duitser Lucas Carstensen.

## Overwinningen per land
| Overwinningen | Land      |
| ------------- | --------- |
| 1             | Duitsland |